# 露鵬幸生
露鵬 幸生（ろほう ゆきお、1980年3月9日 - ）は、ロシア連邦・北オセチア・アラニヤ共和国ウラジカフカス市出身で大嶽部屋（入門時は大鵬部屋）に所属していた元大相撲力士。本名はソスラン・フェーリクソヴィッチ・ボラーゾフ（Сосла́н Фе́ликсович Бора́дзов、サスラーン・フィエーリクサイチ・バラーヅァフ）。ロシア国籍のオセット人。
最高位は東小結（2006年3月場所）。得意技は右四つ、寄り、上手投げ。趣味はロシア映画鑑賞と音楽鑑賞。好きな格闘家はエメリヤーエンコ・ヒョードル、愛称はソスラン。弟は北の湖部屋（入門時は二十山部屋）に所属した元大相撲力士・白露山であり、初の海外出身の兄弟関取である。

## 来歴
父親はロシアでレスリングスクールの指導者をしていたという。16歳からレスリングを始め、18歳のときに世界ジュニア選手権のフリースタイルで優勝する。ただし、国際レスリング連盟（FILA）のデータベース では、1998年世界ジュニア選手権の勝者に露鵬の名前はない。また、Soslan Feliksovich Boradzovの名前は、上記データベース自体にない。
レスリングには130kg級までしかなく、体重が増えたことからレスリングを諦め、20歳のときから相撲に取り組むようになった。2001年の世界相撲選手権大会の重量級で3位の成績を残し、欧州選手権大会では優勝した。
2002年2月に父親の知人から大鵬（第48代横綱）を通して来日。弟は北の湖部屋に所属していた元大相撲力士の白露山で、同部屋に入門するつもりだった。しかし規則で外国人力士は一部屋1人と決まっていたため、自身は3ヶ月間北の湖部屋で過ごし、その後大鵬部屋に移った。四股名の露鵬は元横綱大鵬とロシアの露の字を組み合わせた。
初土俵の2002年5月場所から19連勝するなど出世は順調だった。2004年1月場所に十両に昇進し、2004年9月場所から新入幕を果たしたが、結果的に露鵬は大鵬が育てた最後の幕内力士となった。新入幕の場所では東前頭15枚目で10勝5敗の成績を残し敢闘賞を受賞した。2005年3月場所で11勝、同年11月場所も10勝をマークするなど安定した成績を残していたが、西前頭筆頭で迎えた2005年5月場所では7勝8敗で負け越し三役昇進を逃した。同7月場所は右足関節三角靱帯損傷などの影響もあり、3勝8敗4休に終わった。同9月場所では8勝7敗、同11月場所では弟の白露山とともに10勝5敗、2006年1月場所では東前頭2枚目で9勝6敗と3場所連続で勝ち越した。その後、東小結に昇進し、ロシア出身の力士では初の三役となったが、同3月場所は4勝11敗に終わり、力の差を痛感させられた。
同7月場所では6日目まで4勝2敗とまずまずの成績を残していたが、7日目に千代大海と睨み合いの上口論となり、支度部屋の風呂場ドアのガラスを割るなどして、協会から厳重注意を受けた。その後カメラマン2人に暴行し3日間の出場停止処分を受けたが（詳細は後述）、復帰した11日目の琴奨菊戦で勝利し、その後も好調を維持、8勝5敗2休と勝ち越した。同9月場所は西前頭筆頭で迎え魁皇・琴欧州・千代大海・栃東の対戦した4大関全員に勝ち(白鵬との対戦は組まれず)10勝5敗の好成績を残したため、同11月場所で小結復帰を果たし8勝7敗ながらも勝ち越し成長した事を示した。その場所では、3組の兄弟力士（露鵬・白露山、安壮富士・安美錦、北桜・豊桜）が幕内に在位するという大相撲史上初めてのことが起きた。しかし、翌2007年1月場所は同じ小結で3勝12敗と大きく負け越し、番付を西前頭7枚目まで下げた。同年3月場所も、千秋楽に負け越した。しかし、翌5月場所では10勝5敗と勝ち越し、再び上位と当たる番付にもどった。翌7月場所は3日目までに3連勝していたものの、怪我により翌日から休場。この休場により対戦相手の朝青龍は初めて不戦勝となった。
2008年9月2日、日本相撲協会は十両以上の関取力士を対象にして実施した簡易キットによる抜き打ち尿検査において、露鵬と白露山兄弟から大麻の陽性反応が検出されたことを発表した。この結果、兄弟は警視庁から任意で事情聴取を受けたが、大麻の所持や使用について本人は否認。また、家宅捜索でも大麻の所持の証拠は発見されなかった。しかし専門機関での精密検査でも陽性反応が出たため、協会は9月8日に行われた理事会で白露山とともに解雇することを決定した。この処分に対し、白露山とともに解雇を無効とする訴訟を起こしたが、敗訴している。
角界を追放されて5年後の2013年7月21日、一般客として7月場所千秋楽を観戦しに訪れたが、この時に関係者以外立入禁止となっている支度部屋に立入り、大砂嵐ら親しい力士と挨拶をした。上述の通り、露鵬は解雇されたので当然関係者ではなく、支度部屋への人の出入りを監視していた監察委員会が注意喚起をされることになった。
その後はロシアに帰国。2021年、北オセチア相撲連盟の会長に就任した。

## 取り口
右四つからの寄りや豪快な上手投げを得意とした。22歳と入門が遅かったためか、レスリングの癖が抜けず、大柄な体格だが引き技を多用した。

## 問題行動
2006年7月15日、7月場所7日目の大関千代大海戦では、勝負が決着したにも拘わらず、土俵下で千代大海を睨み付けて口論になる。このことについて北の湖理事長（第55代横綱）は「勝負がついたのににらみ合うのは礼を欠いた行為」と注意を与えた。その後、露鵬は礼をせずに土俵を降りたことで審判部に呼び出され、九重審判部副部長（第58代横綱千代の富士）から厳重注意を受けた。
興奮した露鵬は、打ち出し後に風呂場ドアのガラスを拳で割り、その細かい破片が千代大海の身体のあちこちに刺さった。打ち出し後で親方衆が帰り支度をしている役員室に千代大海と露鵬は呼び出され、北の湖理事長が事情を聴き「いつまでも遺恨を残すな。握手して仲直りしなさい」と両力士に促した。その時に露鵬が千代大海に「これからも頑張って」と握手の手を出した。加害者が先輩かつ番付上位の被害者力士に対して使ってはいけない言葉であったため、その場で16代大嶽（元関脇貴闘力）が露鵬の顔面を平手打ちしている。その後、露鵬はフラッシュを嫌がり、様子を撮影しようとした名古屋場所取材中の毎日新聞社・中日新聞社のカメラマン2人の顔を平手で殴打 し、毎日新聞社のカメラマンに打撲を負わせる事件を起こした。
露鵬には8日目から3日間の出場停止処分（休場扱い）が下され、師匠の16代大嶽が監督責任を問われる形で減俸3か月（10分の1）の処分を受けた。これについて北の湖理事長は「3日間の出場停止で勝ち越しも難しくなる。重い処分だと思う。」とコメントした。なお、カメラマン暴行の件で協会の理事長室に呼ばれた際に露鵬は16代大嶽から「力士や人間として恥すべき行為」と糾弾し殴られ、それに逆上した露鵬は大嶽を殴り返し、結果的に殴り合いの大喧嘩に発展してしまい、この一件で大嶽部屋への出入り及び稽古の一定期間禁止とになった。。
2007年5月場所初日では待ったをかけたか否かで行司木村正直と揉めて、悪態をつき、九重審判部副部長から苦言を呈された。また、同場所3日目にも対高見盛戦で、既に勝利が決まっているにも拘わらず、高見盛を土俵下へ突き落とした。翌日高見盛に直接謝罪したものの、放駒審判部長（元大関魁傑）は「これ以上問題を起こせば、何か考えないといけない」と話していた。
2008年9月8日、大麻所持および吸引を理由に協会から解雇処分を受けた。これに対し白露山とともにこの処分を無効とする訴訟を起こしている。大鵬は「クロでも信用したい? したいじゃなくてするんだ。」と検査結果に関係なく露鵬の立場を支持する方針であった。2009年6月29日に開かれた口頭弁論での本人尋問においては、露鵬は髷を結い羽織をまとって力士としての姿で出廷した。この訴訟は露鵬と白露山の敗訴が確定した。大相撲力士大麻問題の項も参照。
鈴川真一が2度目の逮捕となった際「抜き打ち検査の１ヵ月前に、同じロシア出身の若ノ鵬が大麻所持の疑いで逮捕されたんです。真偽はわかりませんが、露鵬は周囲にこう言って笑っていました。『捕まる前にオレは隅田川に（大麻を）捨てたよ』と」と伝えられた。
16代大嶽は2022年3月22日に自らのYouTubeチャンネルにアップロードした動画中で、露鵬とその後入門した大砂嵐が続けて「不祥事で角界を去った」ことが、17代大嶽（元幕内・大竜）に外国人に対する悪い印象を植え付けたと話している。16代大嶽は知人から紹介を受けたソコロフスキー・セルギイ（獅司、ウクライナ出身）を入門させて欲しいと頼んだが、17代大嶽が「もう外国人は懲り懲り」と言って断ったとしている。

## 人物
粗暴さばかりが目立つが、大鵬部屋出身の世話人・友鵬（元幕下勇鵬）の著書によると「大鵬親方の指導には最後まで忠実であった」という。この友鵬の証言を裏付けるエピソードが存在する。
2004年7月場所5日目、当時東十両筆頭の身で土俵に上がった露鵬は初めて懸賞金を獲得した。その日の夕方、宿舎に戻るなりこの時点で定年間際であった大鵬（大鵬部屋が大嶽部屋に看板替えしたばかりであった）に報告し、祝いの品として獲得した懸賞そのものを大鵬に渡したが「その気持ちだけで十分。故郷に送れば両親が喜ぶぞ」と大鵬は遠慮した。しかし露鵬は「それでは、この懸賞でプレゼントをしたいのですが、何がいいですか?」と喰い下がり、この重ねての申し出に大鵬は「その俺を思う気持ちと今場所の勝ち越しが俺の一番欲しいプレゼントだ。今場所勝ち越せば入幕は間違いなしだから早く勝ち越せ」と嬉し涙を浮かべながら顔を真っ赤にして固辞した。師匠の激励に応えてか、露鵬はこの場所を10勝5敗の好成績で締めくくり、翌場所は見事新入幕を果たした。
露鵬は角界を解雇された際にも、大鵬にだけはお詫びの連絡を入れていた。師匠思いな面もあることから大鵬も露鵬を非常に可愛がっており、露鵬が解雇された際には「助けてやれなかった」と悔やんでいたという。

## 現役時の主な成績
- 通算成績：267勝198敗18休 勝率.574
- 幕内成績：182勝160敗18休 勝率.532
- 現役在位：38場所
- 幕内在位：24場所
- 三役在位：3場所（小結3場所）
- 三賞：1回
  - 敢闘賞：1回（2004年9月場所)
- 各段優勝
  - 序二段優勝：1回 (2002年9月場所)
  - 序ノ口優勝：1回 (2002年7月場所)
- 金星：なし

## 場所別成績
| | 一月場所 初場所（東京） | 三月場所 春場所（大阪） | 五月場所 夏場所（東京） | 七月場所 名古屋場所（愛知） | 九月場所 秋場所（東京） | 十一月場所 九州場所（福岡） |
| --- | ----------------------- | ----------------------- | ----------------------- | --------------------------- | ----------------------- | --------------------------- |
| 2002年 （平成14年） | x                       | x                       | （前相撲）              | 西序ノ口40枚目 優勝 7–0     | 東序二段31枚目 優勝 7–0 | 西三段目32枚目 6–1          |
| 2003年 （平成15年） | 西幕下49枚目 5–2        | 西幕下33枚目 4–3        | 西幕下28枚目 5–2        | 東幕下16枚目 4–3            | 西幕下12枚目 5–2        | 東幕下5枚目 5–2             |
| 2004年 （平成16年） | 西十両9枚目 11–4        | 西十両3枚目 6–9         | 西十両6枚目 10–5        | 東十両筆頭 10–5             | 東前頭15枚目 10–5 敢    | 西前頭9枚目 10–5            |
| 2005年 （平成17年） | 東前頭5枚目 7–8         | 西前頭6枚目 11–4        | 西前頭筆頭 7–8          | 東前頭3枚目 3–8–4           | 西前頭10枚目 8–7        | 東前頭8枚目 10–5            |
| 2006年 （平成18年） | 東前頭2枚目 9–6         | 東小結 4–11             | 西前頭5枚目 8–7         | 東前頭3枚目 8–5–2           | 西前頭筆頭 10–5         | 西小結2 8–7                 |
| 2007年 （平成19年） | 西小結 3–12             | 西前頭7枚目 7–8         | 東前頭9枚目 10–5        | 西前頭3枚目 3–1–11          | 東前頭9枚目 6–9         | 東前頭12枚目 10–5           |
| 2008年 （平成20年） | 東前頭5枚目 7–8         | 東前頭6枚目 6–9         | 西前頭9枚目 8–6–1       | 東前頭7枚目 9–6             | 西前頭3枚目 解雇 –      | x                           |
| 各欄の数字は、「勝ち-負け-休場」を示す。 優勝 引退 休場 十両 幕下 三賞：敢=敢闘賞、殊=殊勲賞、技=技能賞 その他：★=金星 番付階級：幕内 - 十両 - 幕下 - 三段目 - 序二段 - 序ノ口 幕内序列：横綱 - 大関 - 関脇 - 小結 - 前頭（「#数字」は各位内の序列） |                         |                         |                         |                             |                         |                             |

## 幕内対戦成績
| 力士名   | 勝数 | 負数 | 力士名   | 勝数 | 負数 | 力士名 | 勝数 | 負数 | 力士名 | 勝数 | 負数 |
| -------- | ---- | ---- | -------- | ---- | ---- | ------ | ---- | ---- | ------ | ---- | ---- |
| 朝青龍   | 0    | 9(1) | 朝赤龍   | 2    | 3    | 安馬   | 2    | 4    | 安美錦 | 3    | 7    |
| 石出     | 1    | 0    | 岩木山   | 7    | 1    | 皇司   | 2    | 0    | 魁皇   | 4    | 5    |
| 海鵬     | 3    | 0    | 垣添     | 2    | 5(1) | 鶴竜   | 1    | 1    | 春日王 | 6    | 2    |
| 春日錦   | 3    | 1    | 稀勢の里 | 2    | 5    | 北桜   | 1    | 1    | 木村山 | 1    | 0    |
| 旭鷲山   | 1    | 2    | 旭天鵬   | 5    | 3    | 豪栄道 | 3    | 2    | 黒海   | 6    | 6    |
| 琴欧洲   | 6    | 5    | 琴春日   | 1    | 0    | 琴奨菊 | 3    | 4    | 琴ノ若 | 4    | 1    |
| 琴光喜   | 5    | 8    | 琴龍     | 1    | 0    | 里山   | 1    | 0    | 霜鳥   | 1    | 0    |
| 十文字   | 2    | 1    | 隆の鶴   | 1    | 0    | 隆乃若 | 2    | 1    | 高見盛 | 7    | 5    |
| 豪風     | 4    | 5    | 玉飛鳥   | 1    | 0    | 玉春日 | 7    | 2    | 玉乃島 | 5    | 6    |
| 千代大海 | 4(1) | 6    | 出島     | 10   | 1    | 時津海 | 2    | 2    | 時天空 | 3    | 0    |
| 土佐ノ海 | 6    | 2    | 栃東     | 2    | 6(1) | 栃煌山 | 3    | 1    | 栃栄   | 1    | 1    |
| 栃ノ心   | 1    | 0    | 栃乃洋   | 1    | 7    | 栃乃花 | 1    | 0    | 豊ノ島 | 2    | 3    |
| 豊響     | 3    | 0    | 白鵬     | 0    | 5    | 追風海 | 2    | 1    | 把瑠都 | 5    | 1    |
| 武雄山   | 2    | 1    | 寶智山   | 1    | 0    | 豊真将 | 2    | 2    | 北勝力 | 8    | 5    |
| 雅山     | 5    | 10   | 嘉風     | 2    | 1    | 龍皇   | 1    | 1    | 若麒麟 | 0    | 1    |
| 若兎馬   | 0    | 1    | 若の里   | 3    | 3    | 若ノ鵬 | 2    | 0    |        |      |      |

## エピソード
- 同郷の若ノ鵬（大麻所持で検挙、2008年8月に解雇）も自身の父親からレスリングを習っていた。その才能を露鵬が評価し、大相撲への入門を誘い若ノ鵬がそれに応じて2004年9月に来日した。
- 土俵入りでは、白露山と同様、電飾によって光る化粧回しを使用していた。
- 新入幕の場所で故郷である北オセチアでベスラン学校占拠事件があり、犠牲者の中に露鵬の知人もいたため受賞した敢闘賞の賞金を寄付した。
- 2006年9月場所前の台湾巡業の時、把瑠都が酔いつぶれたため黒海と一緒に部屋まで運んで介抱した。